# Katukina do Juruá
Katukina do Juruá (Katukína, Katukina Pano, Catuquina, Catukina, Katukina do Juruá, Katukina do Acre, Wanináwa), pleme američkih Indijanaca porodice Panoan u tropskim šumama doline rijeke rio Juruá brazilskih države Acre i Amazonas. Catuquine se ne smiju pobrkati s plemenom Katukina porodice Arawakan i Katukinama porodice Catuquinean i pleme Catuquinarú (porodica Tupian). Danas su smješteni na dva rezervata Terra Indígena do rio Gregório i Terra Indígena do rio Campinas.

## Ime
Ime Katukina prema Paul Rivetu (1920) označava pet različitih plemena koja pripadaju u nekoliko različitih porodica. Dva plemena koja pripadaju porodici Panoan ovim imenom sebe ne nazivaju, već su im ga dale brazilske vlasti. Jedna od njih dviju sebe naziva Shanenawa, a nastanjena je blizu grada Feijó. 
6 lokalnih Panoanski Katukina skupina (često nazivanim klanovima) nazivaju se Wanináwa, Varinawa, Satanawa, Kamanawa, Numanawa i Nainawa i žive na rio Grégório. Od navedenih Waninawa, Kamanawa i Nainawa naseljene su na lijevoj obali rio Grégório, kod ušća rijeke rio Reconquista, a Yawanaua, Iskunaua, Rununaua, Vanunaua, Eskinaua, Viunawa na gornjoj Juruá, na rio Catuquina pritoci Tarauace i na gornjoj Envira.

## Jezik
Jezik katukina-pano zove se i Waninnawa, član je porodice panoan a ima nekoliko dijalekata kojima se služe, ili su se služiliArara (Shawanawa), Ararapina, Araráwa (Araraua), Saninawa (Saninaua), Saninauaca. Po jeziku se Katukína Wanináwa razlikuju od Katukina Shanenawa (Katukina de Feijó), s rijeke rio Envira u općini Feijó na aldeji Morada Nova. Dans se jezik ovih Shanenawa vodi kao neklasificiran

## Klan
- Varinawa (povo do Sol, ili narod sunca),
- Kamanawa (povo da Onça, ili jaguarov narod), ili Katukína do Acre;
- Satanawa (povo da Lontra, ili vidrin narod),
- Wanináwa (povo da Pupunha; narod palme Bactris gasipaes. Španjolci je nazivaju chonta),
- Nainawa (povo do Céu, ili nebeski narod)
- Numanawa (povo da Juriti, narod-/ptice/juriti. jedna je vrsta goluba (porodica Columbinae) latinskog naziva Leptotila verreauxi, u engleskom poznata kao white-tipped Dove, a u španjolskom paloma arroyera).

## Vanjske poveznice
- Katukina Pano

- Katukina  Arhivirana inačica izvorne stranice od 13. svibnja 2008. (Wayback Machine)